# Bloodstained: Curse of the Moon
Bloodstained: Curse of the Moon est un jeu vidéo d'action et de plates-formes développé et édité par Inti Creates, sorti en 2018 sur Windows, Nintendo Switch, PlayStation 4, Xbox One, Nintendo 3DS et PlayStation Vita.
D'aspect rétro, il s'agit d'un jeu sorti pour accompagner la sortie de Bloodstained: Ritual of the Night.